# Andy Ram
Andy Ram (in ebraico אנדי רם‎?; Montevideo, 10 aprile 1980) è un ex tennista israeliano, il primo tennista del suo paese a conquistare il titolo di un torneo del Grande Slam nel doppio misto di Wimbledon nel 2006 in coppia con Vera Zvonarëva.
È specializzato nel doppio, nel quale ha raggiunto la sua migliore classifica nel luglio 2008 con il quinto posto vincendo anche sedici tornei e disputando altre sedici finali giocando per lungo tempo a fianco del connazionale Jonathan Erlich, coppia nota in Israele col soprannome "AndiYoni".

## Statistiche

### Doppio

#### Tornei vinti (19)
| Legenda                                             |
| Grande Slam (1)                                     |
| Tennis Masters Cup / ATP World Tour Finals (0)      |
| ATP Masters Series / ATP World Tour Master 1000 (3) |
| ATP World Tour 500 Series (2)                       |
| ATP World Tour 250 Series (13)                      |

| Numero | Data          | Torneo                                           | Superficie       | Compagno        | Avversari in finale                  | Punteggio             |
| 1.     | 2003          | RCA Championships, Indianapolis                  | Cemento          | Mario Ančić     | Diego Ayala Robby Ginepri            | 2–6, 7–6(3), 7–5      |
| 2.     | 2003          | Thailand Open, Bangkok                           | Cemento indoor   | Jonathan Erlich | Jarkko Nieminen Andrew Kratzmann     | 6–3, 7–6(4)           |
| 3.     | 2003          | Grand Prix de Tennis de Lyon, Lione              | Sintetico indoor | Jonathan Erlich | Nicolas Mahut Julien Benneteau       | 6–1, 6–3              |
| 4.     | 2004          | Grand Prix de Tennis de Lyon, Lione (2)          | Sintetico indoor | Jonathan Erlich | Radek Štěpánek Jonas Björkman        | 7–6(2), 6–2           |
| 5.     | 2005          | ABN AMRO World Tennis Tournament, Rotterdam      | Cemento indoor   | Jonathan Erlich | Cyril Suk Pavel Vízner               | 6–4, 4–6, 6–3         |
| 6.     | 2005          | Nottingham Open, Nottingham                      | Erba             | Jonathan Erlich | Simon Aspelin Todd Perry             | 4–6, 6–3, 7–5         |
| 7.     | 2006          | Next Generation Adelaide International, Adelaide | Cemento          | Jonathan Erlich | Paul Hanley Kevin Ullyett            | 7–6(4), 7–6(10)       |
| 8.     | 2006          | Nottingham Open, Nottingham (2)                  | Erba             | Jonathan Erlich | Igor' Kunicyn Dmitrij Tursunov       | 6–3, 6–3              |
| 9.     | 2006          | Pilot Pen Tennis, New Haven                      | Cemento          | Jonathan Erlich | Mariusz Fyrstenberg Marcin Matkowski | 6–3, 6–3              |
| 10.    | 2006          | Thailand Open, Bangkok (2)                       | Cemento indoor   | Jonathan Erlich | Andy Murray Jamie Murray             | 6–2, 2 – 6, [10–4]    |
| 11.    | 2007          | Cincinnati Masters, Cincinnati                   | Cemento          | Jonathan Erlich | Bob Bryan Mike Bryan                 | 4–6, 6–3, [13–11]     |
| 12.    | 2008          | Australian Open, Melbourne                       | Cemento          | Jonathan Erlich | Arnaud Clément Michaël Llodra        | 7–5, 7–6(4)           |
| 13.    | 2008          | Indian Wells Masters, Indian Wells               | Cemento          | Jonathan Erlich | Daniel Nestor Nenad Zimonjić         | 6–4, 6–3              |
| 14.    | 2008          | Vienna Open, Vienna                              | Cemento indoor   | Maks Mirny      | Philipp Petzschner Alexander Peya    | 6–1, 7–5              |
| 15.    | 2008          | Grand Prix de Tennis de Lyon, Lione (3)          | Sintetico indoor | Michaël Llodra  | Stephen Huss Ross Hutchins           | 6–3, 5 – 7, [10–8]    |
| 16.    | 2009          | Miami Masters, Miami                             | Cemento          | Maks Mirny      | Ashley Fisher Stephen Huss           | 6(4)–7, 6 – 2, [10–7] |
| 17.    | 2011          | AEGON International, Eastbourne                  | Erba             | Jonathan Erlich | Grigor Dimitrov Andreas Seppi        | 6–3, 6–3              |
| 18.    | 2011          | Pilot Pen Tennis, Winston-Salem                  | Cemento          | Jonathan Erlich | Christopher Kas Alexander Peya       | 7–6(2), 6-4           |
| 19     | 6 maggio 2012 | Serbia Open, Belgrado                            | Terra rossa      | Jonathan Erlich | Martin Emmrich Andreas Siljeström    | 4-6, 6-2, [10-6]      |

#### Finali perse (17)
| Numero | Data             | Torneo                                          | Superficie       | Compagno        | Avversari in finale           | Punteggio           |
| 1.     | 2004             | Chennai Open, Chennai                           | Cemento          | Jonathan Erlich | Rafael Nadal Tommy Robredo    | 6(3)–7, 6–4, 3–6    |
| 2.     | 2004             | ABN AMRO World Tennis Tournament, Rotterdam     | Cemento indoor   | Jonathan Erlich | Paul Hanley Radek Štěpánek    | 7–5, 6(5)–7, 5–7    |
| 3.     | 2005             | Countrywide Classic, Los Angeles                | Cemento          | Jonathan Erlich | Rick Leach Brian MacPhie      | 3–6, 4–6            |
| 4.     | 2005             | Rogers Cup, Toronto                             | Cemento          | Jonathan Erlich | Wayne Black Kevin Ullyett     | 7–6(5), 3–6, 0–6    |
| 5.     | 2005             | Thailand Open, Bangkok                          | Cemento indoor   | Jonathan Erlich | Paul Hanley Leander Paes      | 6–5(5), 1–6, 2–6    |
| 6.     | 2005             | Vienna Open, Vienna                             | Cemento indoor   | Jonathan Erlich | Mark Knowles Daniel Nestor    | 3–5, 4–5(2)         |
| 7.     | 2006             | ABN AMRO World Tennis Tournament, Rotterdam (2) | Cemento indoor   | Jonathan Erlich | Paul Hanley Kevin Ullyett     | 6(4)–7, 6(2)–7      |
| 8.     | 2006             | Internazionali d'Italia, Roma                   | Terra rossa      | Jonathan Erlich | Mark Knowles Daniel Nestor    | 4–6, 7 – 5, [11–13] |
| 9.     | 2007             | Tennis Channel Open, Las Vegas                  | Cemento          | Jonathan Erlich | Bob Bryan Mike Bryan          | 6(6)–7, 2–6         |
| 10.    | 2007             | Indian Wells Masters, Indian Wells              | Cemento          | Jonathan Erlich | Martin Damm Leander Paes      | 4–6, 4–6            |
| 11.    | 2007             | Legg Mason Tennis Classic, Washington           | Cemento          | Jonathan Erlich | Bob Bryan Mike Bryan          | 6(5)–7, 6–3, [7–10] |
| 12.    | 2008             | Cincinnati Masters, Cincinnati                  | Cemento          | Jonathan Erlich | Bob Bryan Mike Bryan          | 6–4, 6(2)–7, [7–10] |
| 13.    | 2009             | Open 13, Marsiglia                              | Cemento indoor   | Julian Knowle   | Arnaud Clément Michaël Llodra | 6–3, 3–6, [8–10]    |
| 14.    | 2009             | Indian Wells Masters, Indian Wells              | Cemento          | Maks Mirny      | Mardy Fish Andy Roddick       | 6–3, 1–6, [12–14]   |
| 15.    | 2009             | Canada Masters, Montréal                        | Cemento          | Maks Mirny      | Mahesh Bhupathi Mark Knowles  | 4–6, 3–6            |
| 16.    | 29 novembre 2009 | Tennis Masters Cup, Londra                      | Sintetico indoor | Maks Mirny      | Bob Bryan Mike Bryan          | 7–6(5), 6–3         |
| 17.    | 8 gennaio 2012   | Chennai Open, Chennai (2)                       | Cemento          | Jonathan Erlich | Leander Paes Janko Tipsarević | 4-6, 4-6            |

### Doppio misto

#### Tornei vinti (2)
| Numero | Data | Torneo                          | Superficie | Compagno             | Avversari in finale              | Punteggio |
| 1.     | 2003 | Torneo di Wimbledon, Londra     | Erba       | Anastasija Rodionova | Martina Navrátilová Leander Paes | 3–6, 3–6  |
| 2.     | 2006 | Torneo di Wimbledon, Londra (2) | Erba       | Vera Zvonarëva       | Venus Williams Bob Bryan         | 6–3, 6–2  |

#### Finali perse (2)
| Numero | Data | Torneo                     | Superficie  | Compagno       | Avversari in finale               | Punteggio |
| 1.     | 2007 | Open di Francia, Parigi    | Terra rossa | Nathalie Dechy | Katarina Srebotnik Nenad Zimonjić | 7–5, 6–3  |
| 2.     | 2009 | Australian Open, Melbourne | Cemento     | Nathalie Dechy | Sania Mirza Mahesh Bhupathi       | 3–6, 1–6  |